# The Band Perry
The Band Perry é uma banda americana de música country composta por três irmãos, Kimberly Perry, Reid Perry e Neil Perry. A banda assinou um contrato com a Republic Nashville em agosto de 2009 e então lançou dois singles, "Hip to My Heart" e "If I Die Young". Ambos incluídos em seu álbum de estreia, lançado em outubro de 2010. Alcançaram um sucesso imediato no cenário da música country, mas após uma mudança para o pop e dois álbuns fracassados, acabou entrando em hiato em 2023.

## História
Os Perry começaram a cantar quando crianças em sua cidade natal, Mobile,. Actualmente vivem em Greeneville, Tennessee.
Kimberly nasceu a 12 de Julho de 1983, Reid a 17 de Novembro de 1988 e Neil a 23 de Julho de 1990. Com quinze anos Kimberly formou sua própria banda com seus irmãos como roadies, mesmo eles tendo dez e oito anos. Em julho de 2005, eles se juntaram a New Faces of Country tour, (em português: Turnê Novas Caras do Country) patrocinada pela Coca-Cola.
Em 2008, The Band Perry foi descoberta por Joe Doyle, que os ajudou a fazer gravações. Essa gravações foram enviadas para Scott Borchetta, chefe da recém-formada Republic Nashville, e em agosto do ano seguinte a banda assinou contrato com a gravadora, lançando no mesmo mês seu single "Hip to My Heart". A música ficou na vigésima colocação da parada country no início de 2010, dando origem a um EP lançado em 6 de abril daquele ano.
Após "Hip to My Heart" sair doas paradas, o grupo lançou "If I Die Young", que também chegou as 40 primeiras posições do Hot Country Songs e nas cinco primeiras posições do Top Heatseekers. As duas músicas foram incluídas no álbum de estreia da banda, The Band Perry, lançado em Outubro de 2010, sendo produzido por Paul Worley e Nathan Chapman. "If I Die Young" alcançou o número 1 no Hot Country Songs e a décima quarta na principal Billboard Hot 100. O terceiro single, "You Lie", foi escrito por Brian Henningsen, Aaron Henningsen, e Clara Henningsen. Estreou em Dezembro de 2010 e chegou ao número 2 em 2011. O quarto single, "All Your Life",foi lançado para as rádios country em Agosto de 2011. Em Fevereiro de 2012, alcançou o nº1 no top country. Em Junho de 2012 o álbum tinha vendido 1.3 milhões de cópias. O quinto single, "Postcard from Paris", foi lançado para as rádios country em Março de 2012.
Após alguns anos na obscuridade após o sucesso do primeiro disco, a banda fez a transição para o pop em 2017 e começou a lançar músicas de forma independente em 2018, sem alcançar muito destaque. Em seguida, entraram oficialmente em hiato em 2023.

## Discografia

### Álbuns
| Ano  | Detalhes do álbum | Melhores posições | Melhores posições | Melhores posições | Melhores posições | Vendas        |
| Ano  | Detalhes do álbum | EUA               | EUA Country       | CAN               | UK                | Vendas        |
| ---- | --- | ----------------- | ----------------- | ----------------- | ----------------- | ------------- |
| 2010 | The Band Perry - Lançamento: 12 de outubro de 2010 - Formato(s): CD, download Digital - Gravadora(s): Republic Nashville | 4                 | 2                 | —                 | 46                | - : 1.600.000 |
| 2013 | Pioneer - Lançamento: 02 de abril de 2013 - Formato(s): CD, download Digital - Gravadora(s): Republic Nashville          | 2                 | 1                 | 3                 | 94                | - : 619.000   |